# Ricardo Muñoz Suay
Ricardo Muñoz Suay (Valencia, 28 de agosto de 1917 - íd., 2 de agosto de 1997) fue un cineasta (ayudante de dirección, productor, técnico y guionista) español. 

## Biografía
Hijo de un médico liberal y republicano, Ricardo Muñoz Suay nació en Valencia en 1917 y militó desde su juventud en el Partido Comunista de España (PCE) y en la Federación Universitaria Escolar (FUE), llegando a ocupar puestos de dirigente antes de la guerra civil. Terminada la guerra en 1939, se encontró en el puerto de Alicante entre los miles de republicanos que esperaron inútilmente la posibilidad de ser evacuados tras la derrota. Muñoz Suay dejará pasar el barco que, fletado por el PCE, lo habría conducido, sano y salvo, vía Orán, al exilio en la Unión Soviética. No queda claro por qué Muñoz Suay se negó a huir; acaso fue por esperar a su compañera, que no podría haber abordado una embarcación sólo destinada a varones. En mayo de 1940, Muñoz Suay no tuvo otra manera de escapar a la persecución franquista que ocultándose en un zulo construido exprofeso, al cual se accedía desde una alacena de la cocina, en la casa valenciana de su madre. Durante un lustro –casi toda la Segunda Guerra Mundial–, Muñoz Suay permaneció oculto, protagonizando un episodio que daría mucho de que hablar e inspiraría una película de Alfonso Ungría, El hombre oculto (1970).
Muñoz Suay abandonó su escondrijo para ser detenido y encarcelado meses después. Cuando fue liberado en 1949 había cumplido una década, entre el escondrijo y la prisión, en un aislamiento en el cual había reafirmado su amor por el cine como la gran herramienta en la batalla cultural de los comunistas. Para ello, Muñoz Suay se asoció con los cineastas Luis García Berlanga y Juan Antonio Bardem, con quienes compartiría, en la amistad o en el conflicto, un trecho decisivo en la historia del cine español. En la efímera revista Objetivo, Muñoz Suay y sus amigos encontraron la materia de sus sueños y el decálogo de su compromiso en el neorrealismo italiano.
Muñoz Suay dedicará el resto de los años cincuenta a dirigir UNINCI, una productora cinematográfica llamada a gestionar y financiar el neorrealismo español. UNINCI era y no era el instrumento del PCE en el cine español. De hacer funcionar esa ambigüedad se encargaba Muñoz Suay, haciendo equilibrios entre el credo ideológico, la subsistencia familiar y su cada vez más relevante papel como uno de los principales dirigentes clandestinos del partido, el encargado, nada menos, de reclutar a los intelectuales. En 1962 abandonó el PCE.
Fue miembro de la Academia de las Artes y las Ciencias Cinematográficas, así como de numerosos jurados internacionales en festivales como el Festival de cine de Venecia, el festival de cine de Bérgamo, el festival de cine de San Sebastián y el festival de cine de Valencia. También colaboró en medios especializados en cine como Cuadernos del Norte, Cahiers de la Cinematheque, Cahiers du Cinéma, Fotogramas y Destino.
Desde su creación en 1998 el Instituto Valenciano de Cinematografía lleva su nombre, además tiene el honor de tener una calle en la ciudad de Valencia con su nombre.

## Filmografía
Como ayudante de dirección
- Bienvenido, Mister Marshall (1953)

Bienvenido, Mr. Marshall (1952), la película de Luis García Berlanga, fue el primer éxito del grupo formado, entre los tres amigos, durante el final de los años 40. Al ironizar la exclusión de la apestada España del gran plan estadounidense de reconstrucción europea, el filme representaba un compromiso tácito entre la política cultural del PCE y el antiyanquismo de la dictadura. Ese camino llevó a Muñoz Suay a Roma a presentarse con el gran guionista italiano Cesare Zavattini, quien en el verano de 1954 recorrería España, de la mano de sus jóvenes “idólatras”, con el propósito de escribir una película. “¡Hicimos neorrealismo!”, dirá un emocionado Muñoz Suay. De aquel viaje romántico que tuvo su gran momento sentimental en Las Hurdes, el sitio donde Luis Buñuel había filmado en 1932 su película sobre el hambre de los campesinos, no salió gran cosa.
- Nueve cartas a Berta (1965)

Esta película es la primera de Basilio Martín Patino y se adscribe en lo que se denominó Nuevo cine español, movimiento renovador que al final no tuvo la continuidad merecida. El filme se abre con una cita que toma el director de los versos del poeta Antonio Machado: Esta es la historia de un español que quiere vivir, y a vivir empieza. La película obtuvo la Concha de Plata a la mejor opera prima en el Festival Internacional de Cine de San Sebastián de 1966.
- Tuset Street (1968)

Como productor
- Viridiana (1962)

Viridiana es una película hispano-mexicana de 1961, dirigida por Luis Buñuel, con Silvia Pinal, Francisco Rabal y Fernando Rey en los papeles principales. Está basada en la novela Halma, de Benito Pérez Galdós, concebida como una continuación de Nazarín.
Como guionista
- El turista (1963)

## Monografías
- 1972 El Cine (Buru Lan Ediciones), colectiva.[1]

## Premios Muñoz Suay
Creado por la Academia de las Artes y las Ciencias Cinematográficas de España en 1997 con la finalidad de apoyar y fomentar trabajos de investigación historiográfica sobre el cine español. Con su entrega la Academia pretende reconocer los mejores trabajos de investigación histórica sobre cine español. La concesión de este premio se interrumpió en 2002 y se retomó de nuevo en 2008.
Premiados
2013: Reyes Abades. Rompiendo moldes, de Josep Lluís i Falcó (editado por el departamento de Publicaciones de la Diputación de Badajoz y el Festival Ibérico de Badajoz). El cine español. Una historia cultural, de Vicente J. Benet (editado por Paidós).
2012: Los archivos de Pedro Almodóvar, de Paul Duncan y Bárbara Peiró (editado por Taschen). El pasado es el destino. Propaganda y cine del bando nacional en la Guerra Civil, Rafael R. Tranche y Vicente Sánchez-Biosca (coeditado por la Filmoteca Española y Cátedra).
2011: Cine y género en España, de Fátima Arranz (dir.) (editado por Cátedra).
2010: El cine español según sus directores, de Antonio Gregori (editado por Cátedra, 2009).
2009: Cine español. Una crónica visual, de Jesús García de Dueñas (editado por Lunwerg, el Instituto Cervantes y la Dirección de Relaciones Culturales y Científicas de la AECID).
2008: Buñuel 1950. Los Olvidados, de Carmen Peña Ardid y Víctor M. Lahuerta Guillén (editado por El Instituto de Estudios Turolenses, 2007). Historias de luz y papel. El cine español de los años veinte, a través de su adaptación de narrativa literaria española, de Daniel Sánchez Salas (editado por Filmoteca Regional de Murcia, 2007) y Ricardo Muñoz Suay, de Esteve Riambau (editado por Tusquets, 2007).
2002: El imperio Bronston, de Jesús García de Dueñas (editado por El Imán).
NO-DO. El tiempo y la memoria, de Rafael R. Tranche y Vicente Sánchez-Biosca (editado por Cátedra y Filmoteca Española).
2001: Cultura de masas y cambio político: El cine español de la transición, de Manuel Trenzado Romero (editado por el Centro de Investigaciones Sociológicas).
2000: Guionistas en el cine español. Quimeras, picarescas y pluriempleo, de Esteve Riambau y Casimiro Torreiro (editado por Cátedra y Filmoteca Española).
1999: Antología Crítica del Cine Español 1906-1995, de Julio Pérez Perucha (editado por Cátedra y Filmoteca Española).
1998: Catálogo General del Cine de la Guerra Civil, edición a cargo de Alfonso del Amo con la colaboración de M.ª Luisa Ibáñez (editado por Cátedra y Filmoteca Española).